# Protestas en Los Ángeles de 2025
Las protestas en Los Ángeles de 2025 iniciaron el 6 de junio de dicho año, tras una serie de masivas redadas contra la migración ilegal llevadas a cabo por el Servicio de Control de Inmigración y Aduanas (ICE), dentro del estado de California, Estados Unidos, que se saldaron con varios de ellos detenidos, junto con varios heridos por ambas partes.

## Antecedentes
En noviembre de 2024, tras las elecciones presidenciales en las que el republicano Donald Trump derrotó a la demócrata Kamala Harris, el Ayuntamiento de Los Ángeles declaró la ciudad como ciudad santuario. La política migratoria de Trump generó preocupación entre la población inmigrante de California. Los funcionarios de Trump advirtieron que las ciudades santuario serían blanco de medidas drásticas contra la inmigración.
El 2 de febrero, una gran protesta contra la deportación masiva comenzó en la Placita Olvera, en el centro de Los Ángeles. El evento se organizó en respuesta al aumento de las actividades de aplicación de la ley de inmigración. Los manifestantes marcharon y ocuparon temporalmente partes de la autopista, lo que provocó interrupciones de tráfico. A las 4:00 p.m., LAPD respondió que los manifestantes desalojaron voluntariamente la autopista y se reunieron en el Ayuntamiento. No se reportaron arrestos. El 7 de febrero, varias escuelas secundarias (high schools) de Los Ángeles organizaron huelgas y se congregaron en el centro.
En mayo de 2025, el Gobierno de Donald Trump comenzó a implementar una estrategia de deportación dirigida a los lugares de trabajo.

## Cronología

### 6 de junio
Aproximadamente a las 9:15 a. m., se llevó a cabo una redada antiinmigración en el Distrito de la Moda de Los Ángeles. Otras dos redadas ocurrieron en un mayorista de ropa y en una sucursal de The Home Depot. En los tres lugares fueron detenidas más de 100 personas. Varios agentes federales respondieron a las protestas con granadas aturdidoras. En el Centro de Detención Metropolitano se produjo un enfrentamiento entre manifestantes y agentes. Los agentes presentes en la redada fueron identificados con insignias de la Oficina Federal de Investigaciones, Investigaciones de Seguridad Nacional (ICE en ingles) y la Oficina de Alcohol, Tabaco, Armas de Fuego y Explosivos. Las autoridades declararon que 44 personas fueron «arrestadas administrativamente» y otra por obstrucción; Bill Essayli, fiscal interino de los Estados Unidos para el Distrito Central de California, dijo que David Huerta, presidente del Sindicato Internacional de Empleados de Servicios, fue arrestado por bloquear un vehículo. Huerta resultó herido y fue trasladado al hospital, de donde fue llevado al Centro de Detención Metropolitano posteriormente.
Las protestas estallaron tras los arrestos. Se produjeron enfrentamientos entre manifestantes y agentes de ICE con equipo antidisturbios cerca de la tienda de The Home Depot en el distrito de Westlake. ICE también detuvo a varias personas en una tienda de ropa y se enfrentó con activistas. Después de que «algunos manifestantes lanzaron trozos de hormigón roto hacia los agentes», el Departamento de Policía de Los Ángeles tuvo intensos enfrentamientos con los manifestantes en los que se utilizaron gases lacrimógenos, gas pimienta y granadas aturdidoras para dispersar a la multitud. Aproximadamente 200 manifestantes permanecieron en las instalaciones a las 7 p. m., cuando el Departamento de Policía de Los Ángeles ordenó a los manifestantes dispersarse. El departamento de policía autorizó el uso de municiones no letales la hora siguiente. A las 8:24 se emitió una alerta táctica en toda la ciudad.

### 7 de junio
Las protestas contra la redada continuaron hasta el día siguiente. Según Peggy Lemons, alcaldesa de Paramount, un enfrentamiento cerca de un Home Depot comenzó después de que los manifestantes observaron a oficiales del Departamento de Seguridad Nacional (DHS) reunidos cerca de un edificio de una sucursal local. El DHS estimó que cerca de mil personas protestaban frente al edificio. Angélica Salas, directora de la Coalición por los Derechos Humanos de los Inmigrantes de Los Ángeles, afirmó que hubo siete redadas en las que fueron detenidas 45 personas. Al menos dos personas resultaron heridas. Según The New York Times, las protestas han retrasado el procesamiento de los detenidos. El gobernador de California, Gavin Newsom, declaró que se desplegarían unidades de la Patrulla de Carreteras de California para proteger las autopistas de Los Ángeles. Hasta el 7 de junio, 118 migrantes indocumentados habían sido arrestados en Los Ángeles, según el DHS.
En Paramount, los manifestantes bloquearon una calle con carritos de supermercado y un contenedor de reciclaje. Los agentes federales atacaron a los manifestantes con granadas aturdidoras y gas pimienta, hiriendo a dos personas. Se informó que los periodistas del World Socialist Web Site sufrieron lesiones mientras documentaban las protestas, incluido un periodista que recibió un disparo en la espalda con una bala de goma por parte de un oficial de inmigración estadounidense. Según un abogado de la Coalición por los Derechos Humanos de los Inmigrantes de Los Ángeles, algunos manifestantes estaban lanzando ladrillos contra la policía y otros resultaron heridos. A las 2:30 p. m., el Departamento de Policía de Los Ángeles emitió una orden de dispersión utilizando altavoces. Los agentes del Departamento del Sheriff del Condado de Los Ángeles usaron gases lacrimógenos contra los manifestantes para dispersarlos. Un agente de ICE resultó herido después de que una piedra lanzada por un manifestante golpeó el parabrisas de su vehículo y sufrió cortes en la mano. Poco después de las 5 p. m., un automóvil abandonado en el área de la protesta que se había incendiado fue apagado por el Departamento de Bomberos de Los Ángeles. También se quemaron banderas estadounidenses mientras los manifestantes ondeaban banderas mexicanas. Alrededor de las 8 p. m., dos personas fueron arrestadas como sospechosas de agredir a agentes de policía, incluida una que presuntamente lanzó un cóctel molotov, causando heridas leves a tres agentes. Un fotógrafo británico recibió un disparo en la pierna con una bala de goma no letal.
Los manifestantes también se reunieron en el Centro de Detención Metropolitano en el centro de Los Ángeles, y las fuerzas del orden formaron una línea de escaramuza para dispersar a los manifestantes. Poco antes de las 11. A las 17:00 horas, los manifestantes lanzaron un objeto contra un coche patrulla y lo golpearon cuando éste se alejaba de la zona en una intersección en el centro de Los Ángeles. Por la noche, las protestas llegaron a Compton, donde varios manifestantes lanzaron botellas de vidrio llenas de una sustancia que olía a gasolina.
En una entrevista con Fox News, el director ejecutivo asociado de Operaciones de Cumplimiento y Deportación de la Casa Blanca, Tom Homan, anunció que la Guardia Nacional sería enviada a Los Ángeles esa noche. Esa tarde, el presidente Donald Trump firmó un memorando que desplegaba 2.000 miembros de la Guardia Nacional de California en la ciudad, Trump invocó el 10 U.S.C. § 12406 para nacionalizar la Guardia Nacional, la primera vez que un presidente había desplegado una fuerza de la Guardia Nacional sin la aprobación del gobernador de ese estado desde las marchas de Selma a Montgomery en 1965. En una publicación en X, el Secretario de Defensa Pete Hegseth declaró que los marines en servicio activo estaban en «alerta máxima» en Camp Pendleton. Trump dijo que no se permitiría el uso de antifaces en las protestas.

### 8 de junio

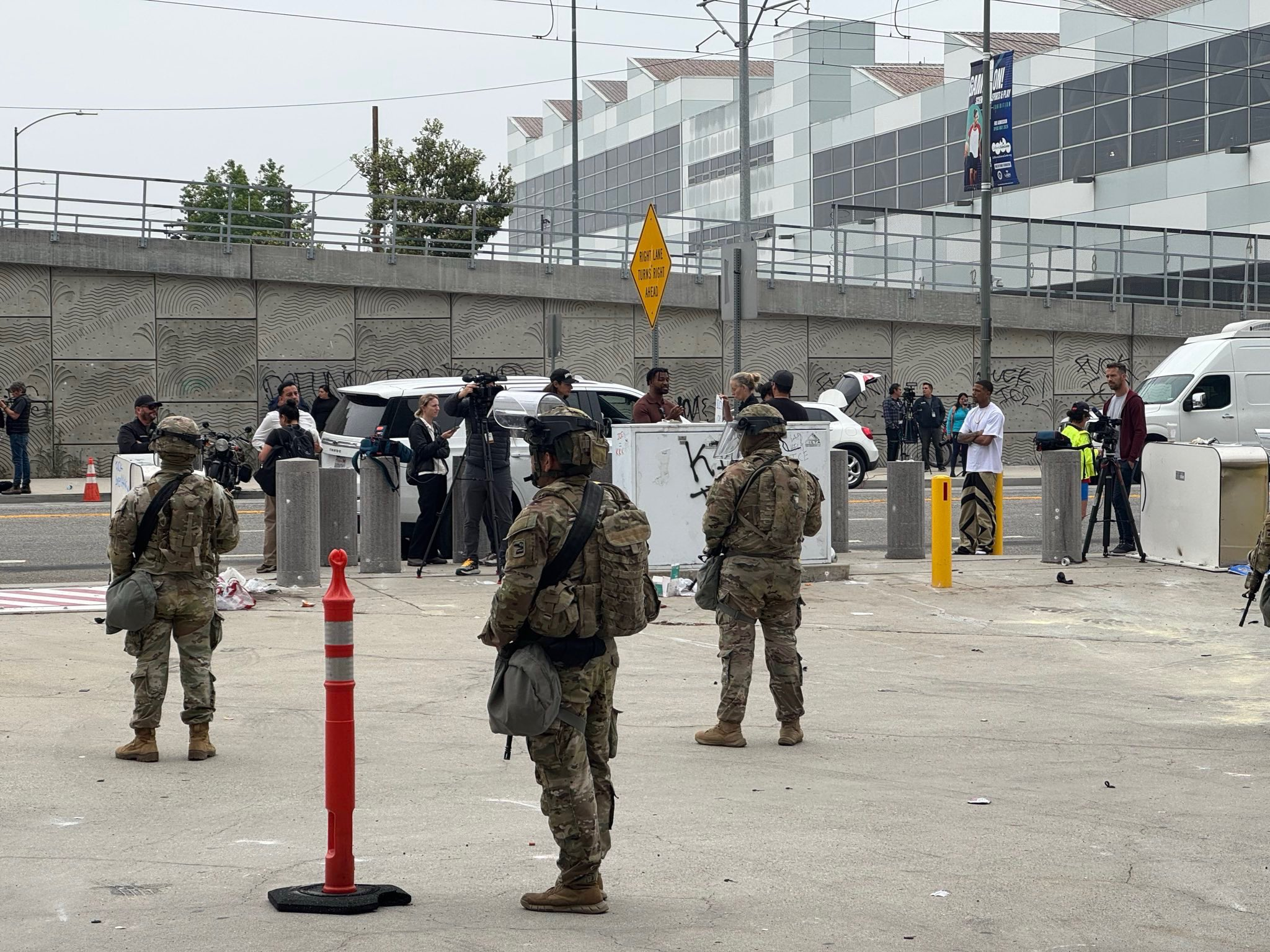
Guardia Nacional desplegada en las calles de Los Ángeles durante los disturbios, 8 de junio.

Las protestas terminaron temprano por la mañana, pero los organizadores convocaron a otro día de protestas. Las protestas frente al Ayuntamiento de Los Ángeles, lideradas por el Partido Socialismo y Liberación y promovidas bajo el lema «Guardia Nacional fuera, ICE fuera de Los Ángeles», ocurrieron alrededor de las 2 pm.
Se desplegaron 300 tropas de la Guardia Nacional en tres lugares distintos de Los Ángeles; la mayoría de las tropas fueron vistas fuera de los edificios federales. Bajo la dirección de Hegseth, aproximadamente 500 marines en servicio activo del Centro de Combate Aéreo-Terrestre del Cuerpo de Marines de Twentynine Palms fueron puestos en estado de «preparados para el despliegue». En el Centro de Detención Metropolitano, la Guardia Nacional y los oficiales del DHS usaron humo y gas pimienta para desplazar a los manifestantes y abrir un camino para que el DHS, la Patrulla Fronteriza y otros vehículos militares ingresaran a las instalaciones. Las tropas de la Guardia Nacional también llegaron al exterior del Centro de Detención del centro de Los Ángeles. La policía había llegado para unirse a la Guardia Nacional al mediodía. En un momento dado, un oficial disparó a una reportera del medio australiano Nine News con una bala de goma mientras transmitía en vivo.
Homan señaló, en declaraciones a NBC News, que «alguien va a perder la vida» si continúan las protestas, y también afirmó que el gobernador de California, Gavin Newsom, y la alcaldesa de Los Ángeles, Karen Bass, podrían enfrentar cargos federales por la respuesta a las redadas de ICE. Trump luego amenazó con «desplegar tropas en todas partes» si las protestas se extendían a otras ciudades y dijo que «si vemos peligro para nuestro país y nuestros ciudadanos», los marines serían desplegados en la ciudad. Alrededor de las 4 p. m., el gobernador Gavin Newsom envió una carta al secretario Hegseth solicitándole que anulara la orden de Trump de desplegar la Guardia Nacional, calificándola de «grave violación de la soberanía estatal».
A las 2:30 p. m., la División Central del Departamento de Policía de Los Ángeles declaró que la ciudad de Los Ángeles se encontraba en alerta táctica. Posteriormente, a las 2:49, la División Central del LAPD anunció que se había autorizado el uso de municiones no letales para dispersar las protestas, se advirtió a quienes lanzaran objetos a los agentes serían detenidos y que el Comandante del Incidente había declarado una reunión ilegal. Dos oficiales del Departamento de Policía de Los Ángeles resultaron heridos después de que motociclistas intentaron romper una fila de la policía y los golpearon en una protesta en el área de Alameda y Temple. Ambos motociclistas fueron detenidos y los oficiales fueron atendidos en el lugar. El Departamento de Policía de Los Ángeles dijo que varias personas fueron arrestadas en el área del Centro Cívico del centro de Los Ángeles, incluidas varias personas que fueron detenidas y esposadas con bridas.
Antes de las 4 p. m., los manifestantes ingresaron a la autopista US 101 en el centro de Los Ángeles y bloquearon el tráfico, lo que provocó que la policía cerrara posteriormente la autopista en ambas direcciones. El Departamento de Policía de Los Ángeles anunció que partes de la autopista y varias calles estaban cerradas para los conductores como resultado de las protestas. Varios coches estacionados de la marca Waymo fueron vandalizados e incendiados.

### 9 de junio
En la tarde del 9 de junio, SEIU organizó una manifestación en Grand Park con miles de participantes.
Los senadores Adam Schiff (D-CA) y Alex Padilla (D-CA) enviaron una carta al Departamento de Seguridad Nacional y al Departamento de Justicia exigiendo que se realice una revisión del arresto de Huerta. Huerta fue liberado más tarde esa tarde bajo una fianza de $50,000. Centro CSO realizó una conferencia de prensa seguida de una manifestación en Mariachi Plaza a las 5:30 p. m., seguida de una marcha a la estación de policía de Hollenbeck en Boyle Heights.
Los manifestantes vandalizaron un edificio federal con grafitis y corearon «Guardia Nacional, fuera de Los Ángeles», «ICE fuera de Los Ángeles», «Trump fuera de Los Ángeles» y «¡Qué vergüenza!» en las calles. Guardias con escudos antidisturbios advirtieron a los manifestantes que se mantuvieran fuera de la propiedad y se quedaran en la acera. Al caer la noche, muchos manifestantes fueron detenidos con bridas antes de ser subidos a un autobús del Departamento de Policía de Los Ángeles. Otros manifestantes lanzaron objetos a la policía, incluyendo fuegos artificiales. Una camioneta de noticias de Telemundo también fue vandalizada por los manifestantes. La policía lanzó granadas aturdidoras y disparó balas de goma contra una multitud de manifestantes en el centro después de decirles a la gente que despejara el área y dejara de lanzar objetos por un altavoz.
Varias tiendas fueron saqueadas, incluyendo una Apple Store, una tienda Adidas, una joyería y farmacias. Las palabras «No ICE» fueron pintadas con aerosol en los escaparates rotos de las tiendas. El Departamento de Policía de Los Ángeles declaró una alerta táctica y añadió que «todo el personal uniformado debe permanecer en servicio». Alrededor de las 21:00, el corresponsal de CNN Jason Carroll fue detenido y dos de sus camarógrafos fueron arrestados. A las 21:30, la policía y los agentes aún mantenían una gran presencia, pero todos los manifestantes habían abandonado la zona y se había iniciado una limpieza para retirar escombros de las calles, barrer vidrios y pintar sobre mensajes y grafitis.
En declaraciones a la prensa en la Casa Blanca, Trump describió a los manifestantes como «insurrectos» y posteriormente, a través de Truth Social, culpó al gobernador Newsom. Muchos medios especularon que este lenguaje podría justificar la invocación de la Ley de Insurrección de 1807. Trump indicó además que cree que el gobernador Newsom debería ser arrestado, diciendo: «Yo lo haría si fuera Tom», refiriéndose a Tom Homan, a quien Newsom ha incitado a ir a California a arrestarlo. Newsom respondió poco después: «Este es un día que esperaba no ver nunca en Estados Unidos» y «este es un paso inequívoco hacia el autoritarismo».
El lunes por la noche, el San Francisco Chronicle publicó una carta filtrada de la secretaria de Seguridad Nacional, Kristi Noem, al secretario de Defensa de EE. UU., Pete Hegseth, en la que solicitaba instrucciones a las fuerzas del Departamento de Defensa para que detuvieran, como lo harían en cualquier instalación federal custodiada por militares, a los infractores del Título 18 hasta que puedan ser arrestados y procesados por las fuerzas del orden federales, o bien los arrestaran. Noem también solicitó apoyo de vigilancia con drones, así como asistencia armamentística y logística en Los Ángeles.

### 10 de junio

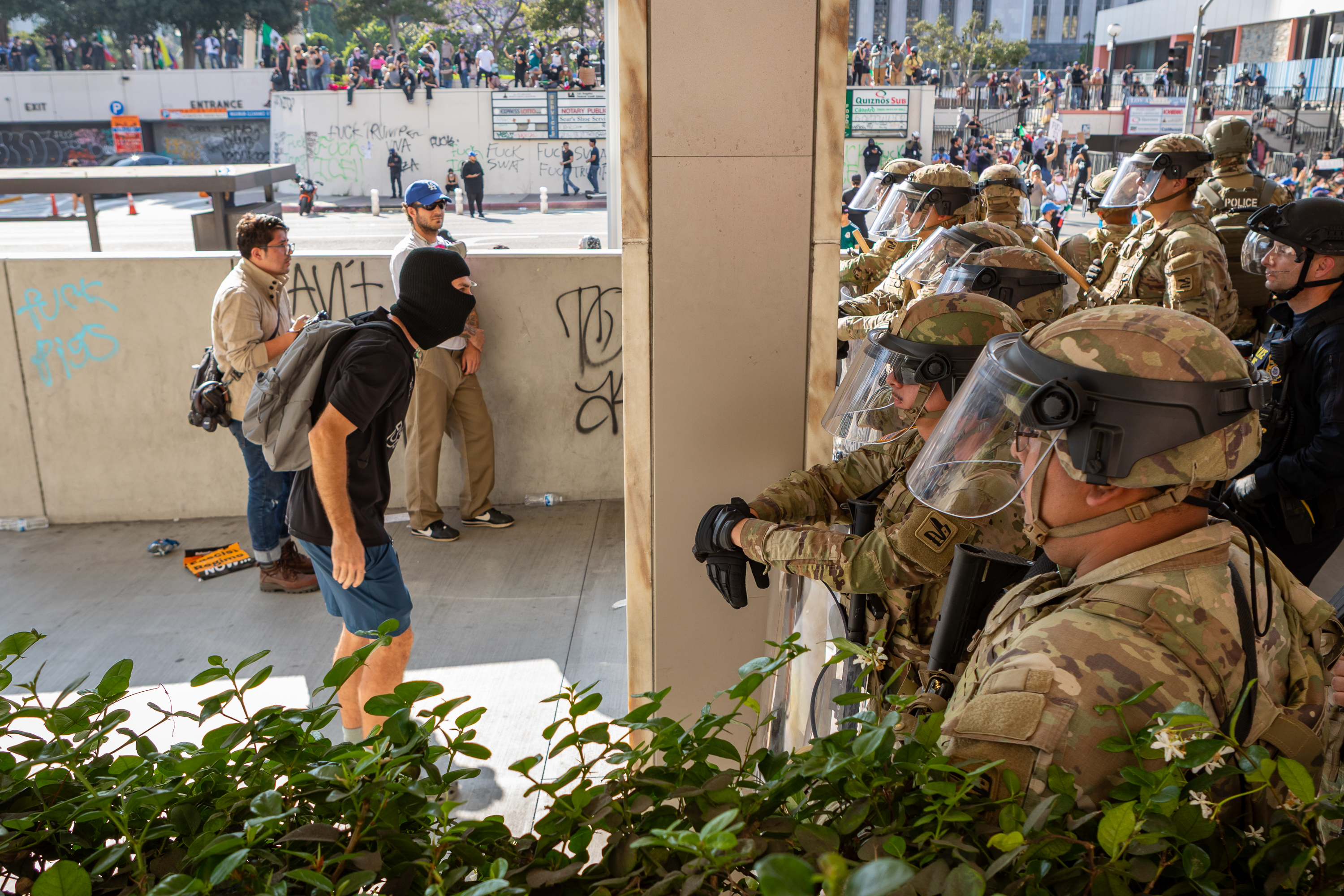
Manifestante encara a la Guardia Nacional, 10 de junio.

Este día, la alcaldesa demócrata Karen Bass proclamó el toque de queda entre las 10 de la noche y las 6 de la mañana extensible mientras dure la inestabilidad de la calle, con una extensión de 3 kilómetros desde el centro de la ciudad. En su primer día fueron arrestadas 195 personas según la policía de los Ángeles. Esa madrugada llegan 2000 refuerzos para la Guardia Nacional y 700 marines, con el fin de defender los edificios federales.

### 11 de junio
Tres protestas separadas ocurrieron en el centro de Los Ángeles en la tarde del 11 de junio. Una hora antes de que entrara en vigor el toque de queda de las 8 p. m., los oficiales del Departamento de Policía de Los Ángeles en el Ayuntamiento declararon una de esas reuniones ilegales, tras lo cual la policía montada cargó contra los manifestantes y se dispararon municiones; también se utilizaron porras.
El concejal Mario Trujillo informó que el 11 de junio se llevaron a cabo redadas de inmigración en varios lugares de Downey, incluyendo Home Depot, LA Fitness, en la acera frente a la Iglesia de Nuestra Señora del Perpetuo Socorro y en la Iglesia Cristiana Downey Memorial. La organización de derechos de los inmigrantes CHIRLA estimó que, según informes de familiares, del 6 al 11 de junio se detuvo a aproximadamente 300 inmigrantes. La organización declaró que no pudo determinar la ubicación de muchas de las personas detenidas, ya que solo pudo hablar con cinco en centros de detención federales.

### 12 de junio

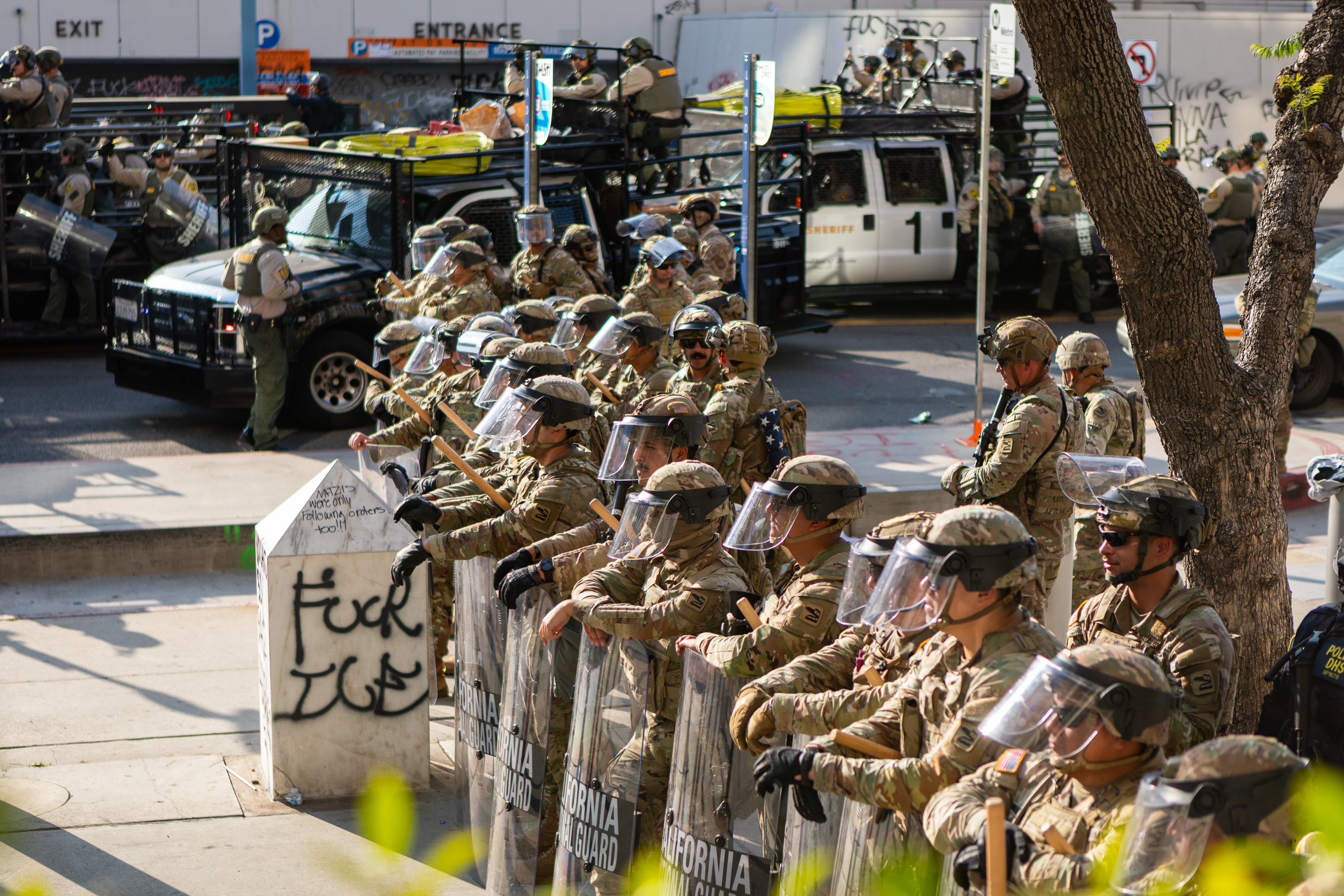
Guardia Nacional protegiendo un edificio federal durante los disturbios, 12 de junio.

No hubo informes de protestas o manifestaciones en el centro de Los Ángeles en la mañana del 12 de junio. Sin embargo, a última hora de la tarde, el Departamento de Policía de Los Ángeles retiró una protesta frente a un edificio federal con la policía antidisturbios avanzando en línea usando escudos (las otras protestas del día transcurrieron sin incidentes).
Tras la intervención del senador Alex Padilla, quien intentó hacer una pregunta en una conferencia de prensa ofrecida por la secretaria de Seguridad Nacional, Kristi Noem, en el Edificio Federal Wilshire de Los Ángeles, fue expulsado a la fuerza. Una vez fuera de la sala, lo empujaron boca abajo al suelo y lo esposaron. En una declaración posterior, Padilla declaró: «Si esta administración responde así a un senador con una pregunta... me imagino lo que les están haciendo a los trabajadores agrícolas, a los cocineros, a los jornaleros de toda la comunidad angelina, de toda California y de todo el país». Justo antes de que Padilla fuera expulsado de la conferencia de prensa, Noem declaró que la administración planeaba liberar a Los Ángeles del «liderazgo oneroso» del gobernador y el alcalde.
El juez federal de distrito estadounidense Charles Breyer dictaminó que la federalización de la Guardia Nacional de California por parte de Trump era ilegal y le ordenó devolver el control de las tropas al estado de California al mediodía del día siguiente.
Trump comunico por redes sociales, frenar las redadas migratorias en los campo agrícolas de California, hoteles y restaurantes por recibir llamadas por granjeros y la industria hotelera.

### 13 de junio
El 13 de junio, los Marines detuvieron a un civil frente al Edificio Federal Wilshire en Westwood, el primer caso conocido de que lo hicieran en las protestas de Los Ángeles. La orden de devolver el control de la Guardia Nacional al estado fue apelada por la administración Trump y pausada temporalmente.

### 14 de junio
El 14 de junio, se manifestaron múltiples protestas "No Kings", traducido a "Sin Reyes" en Los Ángeles y varias ciudades de Estados Unidos. La protesta fue para acompañar el 79 cumpleaños de Trump, las redadas de su administración y un desfile militar en la capital, Washington D. C.
Actores y atletas de Los Ángeles como Ava DuVernay, Kiké Hernández, Pepe Aguilar, Eiza González, Ezequiel Peña, Kate del Castillo, Pedro Pascal, Iván Cornejo, Sabrina Carpenter, Lorde, Karol G, Shakira, Jenna Ortega, Eva Longoria, Reneé Rapp, Katy Perry, Salma Hayek, John Leguizamo, Tyler, the Creator, Kim Kardashian, Billie Joe Armstrong y Peso Pluma usaron sus redes sociales para denunciar el perfilado racial por Trump, y apoyar a la ciudad de Los Ángeles, los inmigrantes y repudiar ICE.
Varios participaron en las protestas en Los Ángeles como Becky G, Julia Louis-Dreyfus, Jimmy Kimmel, Jack Black, Billie Eilish, Doechii, Jodie Sweetin, Finneas O'Connell, Olivia Rodrigo, Anna Kendrick, Mark Ruffalo y Eugenio Derbez.

### 17 de junio
El 17 de junio, la administración Trump activó a 2000 soldados adicionales de la Guardia Nacional en Los Ángeles.
En la mañana del 17 de junio, un empleado de Walmart de 20 años y ciudadano estadounidense fue testigo de agentes ICE arrestando a otro empleado en Pico Rivera. Después de que el joven enfrentó al vehículo de los agentes, los agentes empujaron al empleado al suelo y lo arrestaron. El fiscal Bill Essayli alega que el ciudadano de 20 años golpeó a un agente en la cara, aunque los videos virales del momento no lo muestran. Esa noche tuvo lugar una protesta en Pico Rivera, con gritos de "ICE...fuera de Pico" y ondeando banderas mexicanas y estadounidenses.
Trump reversó su propio comunicado del 12 de junio, y seguirá la política de redadas en campos agrícolas, hoteles y restaurantes. Ordenó a ICE aumentar las redadas, específicamente menciona a Los Ángeles, Chicago y Nueva York. Atacó estas ciudades como suntuarias y gobernadas por el partido Demócrata.

### 19 de junio
Manifestantes se reunieron fuera de Dodger Stadium después de que los Dodgers de Los Ángeles informaran que agentes de ICE intentaron entrar al estadio. Los Dodgers emitieron un comunicado que rechazaron la entrada de los agentes. ICE y el DHS cuestionó esto, diciendo que los agentes eran de CBP y que no estaban en Dodger stadium o intentando entrar al estadio. La prensa reporto los eventos reportando varios vehículos y agentes de ICE afuera del estacionamiento. Un partido programado entre los Dodgers y los Padres de San Diego se celebró según lo planeado.
El Tribunal de Apelaciones para el Noveno Circuito federal revocó la orden del juez Charles Breyer del 12 de junio y concedió la moción de la administración Trump para una detención pendiente de la apelación. Esta reversión permite al gobierno federal mantener el control de la Guardia Nacional en Los Ángeles pendiente el caso en las cortes.

### 20 de junio
Múltiples redadas de inmigración continúan en todo el condado de Los Ángeles, incluyendo la zonas suburbanas hispanas donde cientos de manifestantes se enfrentaron contra agentes de ICE mientras intentaban detener a trabajadores en un Centro de lavado de automóviles local.
Los Dodgers publicaron una declaración que coordinarán con la ciudad de Los Ángeles para ayudar a las comunidades inmigrantes afectadas por las redadas donando 1 millón de dólares para servicios legales. El Vicepresidente J. D. Vance llegó a Los Ángeles a última hora de la tarde y visitó el Edificio Federal Wilshire en Westwood. No se reunió con las autoridades estatales y locales y negó acceso a todos los medios locales al asistir a su conferencia de prensa antes de irse, para asistir a una recaudación de fondos para el Comité Nacional Republicano. Dijo que Los Ángeles necesita ser "liberado de los inmigrantes" y se burló de los funcionarios Demócratas locales, incluyendo llamando a su antiguo colega del Senado, el senador Alex Padilla, como "José Padilla" en forma de insulto.

### 24 de junio
Alrededor de las 9:00 a. m., agentes encapuchados de ICE detuvieron a varias personas, incluidos dos vendedores ambulantes y un ciudadano estadounidense en el área del Centro de Los Ángeles. Varias personas protestaron contra la redada. La Policía de Los Ángeles llegó alrededor de las 9:10 a. m., después de una llamada al 911 de emergencia de un secuestro en progreso. Cuando llegaron, comenzaron a ayudar a los agentes a "controlar" la multitud de personas protestando la redada. Una manifestación denunciando a la Policía de Los Ángeles por colaborar con ICE se llevó a cabo fuera de la sede de la Policía de Los Ángeles por la tarde. La Policía de Los Ángeles negó haber ayudado a los agentes de ICE en los arrestos.
Múltiples redadas por agentes continúan en Los Ángeles por agentes federales de ICE. Los agentes no se identifican y no demuestran información sobre "sospecha razonable" o "causa probable para cuestionar gente en la calle o sus lugares de trabajo en áreas públicas. Tácticas de ICE incluyen patrullar almacenes de Home Depot, lavados de coches (car washes), trabajadores ambulantes y jornaleros en jardines de casas.
La estrategia de la administración Trump contra inmigrantes que no hayan cometido un delito mayor ha sido condenada por varias organizaciones hispanas/latinas, grupos asiáticos, LAFC, Angel City FC, la asociación nacional de restaurantes, sindicatos nacionales, asociación de maestros, sindicatos de abogados, el ACLU y el partido demócrata, entre varias otras organizaciones nacionales. El obispo Rojas de la diócesis de San Bernardino realizó un comunicado condenando las tácticas de ICE de intentar entrar en dos iglesias católicas de su diócesis y arrestar a varios en sus estacionamientos.

### 1 de julio
Múltiples redadas continúan en Los Ángeles por agentes federales de ICE. Los agentes no se identifican, usan mascarillas y vehículos sin marcas. Siguen las redadas en las calles contra trabajadores ambulantes, jornaleros, jardineros e, incluso, ciudadanos estadounidenses con perfil hispano son arrestados sin aviso o sin orden de arresto. Protestas pacíficas tomaron lugar en el edificio federal en el centro de Los Ángeles, y protestantes cerraron el puente de la calle sexta.

### 4 de julio
Protestas contra la administración Trump y agencias federales continuaron por ser día festivo, Día de la Independencia de los Estados Unidos. La ciudad de Los Ángeles cancelo varios eventos de celebración en Grand Park frente al ayuntamineto, Boyle Heights, Lincoln Heights, y El Sereno, comunidades hispanas por temor a las redadas y protestas. Según el Departamento de Seguridad Nacional (Homeland Security), 1,618 personas han sido detenidas en Los Ángeles por ICE desde que comenzó a tomar medidas contra los inmigrantes.

### 7 de julio
Agentes fuertemente armados y agentes CBP a caballo, de ICE descendieron al Parque MacArthur en el barrio Westlake, con la Guardia Nacional en una operación llamada "Operación Excalibur", lo que provocó pánico y protestas en la comunidad. Los documentos internos del Ejército muestran que el propósito de la presencia militar estadounidense era una demostración de fuerza federal: la "intención en MacArthur Park fue demostrar, a través de una demostración de presencia, la capacidad y libertad de maniobra de la aplicación de la ley federal". Documentos internos advirtieron que "los elementos criminales, probablemente incluyendo "FTO" (organización terrorista extranjera) MS-13 consideran el parque como su 'territorio' de origen y podrían escalar a violencia letal", lo que no sucedió. Esto llevó a una protesta pública entre la alcaldesa Karen Bass, insistiendo en que el parque seguía siendo un refugio seguro para todos Angelinos donde los soldados y agentes solo asustaban a los "niños que jugaban" futbol por la mañana. Bass insistió en que los agentes se retiraran del parque. Agentes federales ICE y la guardia nacional se retiraron dentro de la hora sin ningún arresto.
El jefe de CBP Greg Bovino respondió a Bass diciendo a Fox News, "Yo no trabajo para Karen Bass". "El gobierno federal no trabaja para Karen Bass", "Será mejor que te acostumbres a nosotros ahora, porque esto va a ser normal muy pronto. Iremos donde queramos y cuando queramos en Los Ángeles".

### 15 de julio
La Guardia Nacional fue retirado de Los Ángeles por el Pentágono. Esto ocurre casi una semana después de que el General Gregory Guillot, solicitó si 200 guardias nacionales podían ser retirados y redistribuidos mientras California estaba entrando en la temporada alta de incendios forestales.

## Análisis e impacto
Reuters informó que las protestas se convirtieron en un punto central del debate nacional sobre inmigración, protestas, el uso de la fuerza federal en asuntos internos, los límites del poder presidencial y la libertad de expresión y de reunión. La federalización de la Guardia Nacional por parte de Trump sin la cooperación del gobernador estatal fue la primera vez que se realizaba una acción de este tipo desde las marchas de Selma a Montgomery en 1965. El profesor de derecho Steve Vladeck cuestionó la legalidad de las acciones emprendidas por el secretario de Defensa, Pete Hegseth, durante la respuesta, las cuales, según Vladeck, excedían la limitada autorización anunciada por el presidente Trump para proteger la propiedad y el personal federal.
The New York Times describió la acción como una «amplificación de la autoridad presidencial y avivó las críticas de que está exacerbando la situación para obtener rédito político» al presentar los eventos como una «amenaza existencial para el país». El gobierno de Trump hizo un uso generalizado de las redes sociales para destacar los enfrentamientos más violentos entre manifestantes y fuerzas federales, aunque muchos se mantuvieron pacíficos. Los manifestantes utilizaron la ONU y la bandera mexicana como símbolo, algo que la administración interpretó como una «invasión extranjera». The Economist describió la respuesta como aparentemente preocupada por restablecer el orden, y pareció «crear confrontación» intencionalmente y alimentar un «ciclo de protesta, violencia y represión» en beneficio de la administración.

## Respuestas

### Local
La alcaldesa de Los Ángeles, Karen Bass, criticó las redadas, declarando: «Como alcaldesa de una ciudad orgullosa de inmigrantes, quienes contribuyen a nuestra ciudad de tantas maneras, estoy profundamente indignada por lo sucedido. Estas tácticas siembran el terror en nuestras comunidades y perturban los principios básicos de seguridad en nuestra ciudad», y añadió: «No toleraremos esto». El 7 de junio, declaró que «la violencia y la destrucción son inaceptables y los responsables rendirán cuentas» y que «todos tienen derecho a protestar pacíficamente».
El Cónsul General de México en Los Ángeles, Carlos González Gutiérrez, afirmó en un mensaje oficial dirigido a la comunidad mexicana a través de redes sociales: “Es absolutamente compatible ser un ciudadano honesto y, al mismo tiempo, sentirse orgulloso de su país de origen.”

#### Vasquez Perdomo v. Noem
El 2 de julio de 2025, grupos ciudadanos y ACLU presentaron una demanda en corte federal contra la administración Trump por las redadas de ICE en Los Ángeles. La demanda acusa a la Administración Trump, bajo DHS y la secretaria de Kristi Noem en funcionar operativos y redadas no constitucionales, arrestos sin sospechas razonable o causa probable y atacando a hispanos sobre la etnia percibida. Solo arrestando a hispanos en lugares de trabajo. Mediante el uso de una fuerza desproporcionada en la realización de actividades en aplicación de la ley de inmigración, y de confinar a las personas sin acceso a sus abogados. La ciudad de Los Ángeles, igual que el Condado de Los Ángeles y otros ayuntamientos se unieron a la demanda. Juez Federal Maame Ewusi-Mensah Frimpong concluyó en una orden el 11 de julio que "el gobierno federal de hecho está llevando a cabo redadas sin sospechas razonables y negando el acceso a abogados a los detenidos". El juez ordenó a DHS que elaborara una guía para determinar "sospecha razonable" y dar a los detenidos acceso a un abogado. La Casa Blanca, respondió en un comunicado: "Ningún juez federal tiene la autoridad para dictar la política de inmigración, esa autoridad recae en el Congreso y el Presidente". Apelaran la orden del juez.

### Estatal
El gobernador de California, Gavin Newsom, condenó la detención de David Huerta. Los representantes Jimmy Gómez, Luz Rivas, Norma Torres y Lou Correa visitaron el centro de detención donde se encontraban los detenidos; Gómez alegó que «no tenían acceso a comida ni agua en un horario establecido» ni «acceso a sus medicamentos». El Departamento del Sheriff del Condado de Los Ángeles negó su participación en las redadas. El Departamento de Policía de Los Ángeles negó su participación en la aplicación de las leyes de inmigración civil.
Newsom criticó posteriormente la decisión de Donald Trump de movilizar a la Guardia Nacional de California, calificándola de «intencionadamente incendiaria» y de que «solo intensificaría las tensiones», aunque instó a los manifestantes a «nunca usar la violencia» y a «expresarse pacíficamente». Según The New York Times, los demócratas de California habían expresado en privado su preocupación por la nacionalización de la Guardia Nacional por parte de Trump, pero reconocieron que sus opciones legales serían limitadas. El Financial Times escribió que la orden de desplegar a la Guardia Nacional «intensificaría las tensiones entre la administración Trump y California». También criticó el despliegue de los marines en la ciudad con «Trump está dirigiendo el Ejército de EE. UU. contra ciudadanos estadounidenses» e hizo una moción de urgencias para que los marines se retiraran de la ciudad.

#### Newsom v. Trump
El gobernador Newsom anunció el 9 de junio que su oficina tenía la intención de demandar a la administración Trump por desplegar la Guardia Nacional sin consultar con su oficina, calificándola de "ilegal e inmoral". El fiscal general de California, Rob Bonta, presentó la demanda más tarde el mismo día en el Tribunal del Distrito Norte de California, donde fue asignada al juez Charles Breyer. Al día siguiente, Bonta presentó una solicitud de emergencia, una orden de restricción temporal, afirmando que la federalización de la Guardia Nacional daña la soberanía del estado, recurre a los recursos estatales y "escala las tensiones y promueve (en lugar de sofocar) disturbios civiles". Breyer rechazó la solicitud de Bonta y concedió la solicitud de la administración Trump de más tiempo para responder a la presentación del gobernador. La administración presentó su oposición el 11 de junio, llamando a la demanda un "truco político grosero" y argumentando que la decisión de Trump no es revisable por los tribunales. El 12 de junio, Breyer concedió la moción de California para una orden de restricción temporal, ordenando el despliegue federal y restaurando el control de la Guardia al gobernador Newsom a la espera de una nueva audiencia. Dijo que Trump no tenía autoridad legal para desplegar la Guardia y estaba violando la Décima Enmienda a la Constitución de los Estados Unidos. Más tarde ese día, antes de que el fallo de Breyer entrara en vigor, el Tribunal de Apelaciones lo detuvo y programó una audiencia para el 17 de junio.